# Dialodia glabrosa
Dialodia glabrosa är en insektsart som beskrevs av Nielson 1982. Dialodia glabrosa ingår i släktet Dialodia och familjen dvärgstritar. Inga underarter finns listade i Catalogue of Life.